# Ennio de Giorgi
Ennio de Giorgi   (Lecce, 8 de febrer de 1928 - Pisa, 25 d'octubre de 1996) va ser un matemàtic italià.

## Vida i Obra
El seu pare va morir quan només tenia dos anys. Va cursar els estudis secundaris a la seva vila natal durant la Segona Guerra Mundial, mentre el seu germà gran era al front. El 1946 va anar a Roma per a estudiar enginyeria a la universitat de Roma La Sapienza però el curs següent va decidir canviar-se a matemàtiques a instàncies d'Enrico Bompiani. Es va graduar el 1950 sota la direcció de Mauro Picone i, immediatament, va començar a treballar a l'Istituto per le applicazioni del calcolo que dirigia el propi Picone.
El 1959, després d'un curs fent de professor a la universitat de Messina, va ser nomenat professor de la Scuola Normale Superiore de Pisa, on va romandre la resta de la seva vida.
De Giorgi es va fer famós el 1957 quan, simultània però independentment de John Nash, va formular un teorema sobre la regularitat de les equacions diferencials el·líptiques, que donava solució al dinovè problema de Hilbert. A partir de 1975 també va introduir una nova eina en l'estudi de les equacions diferencials i el càlcul de variacions: la Γ-convergència.
Va publicar unes cent cinquanta obres entre articles, llibres i monografies. A part dels temes esmentats, va estar interessat pels fonaments de la matemàtica, proposant teories més generals que les purament axiomàtiques i repensant les condicions del formalisme matemàtic.
Va rebre el Premi de la República el 1973 i el Premi Wolf el 1990, a més de ser membre de diferents acadèmies i societats científiques de tot el món. L'Institut de Matemàtiques de la Scuola Normale porta el seu nom i des del 2001 s'organitzen el col·loquis mensuals De Georgi en aquest institut.